# Список дипломатичних місій Монако

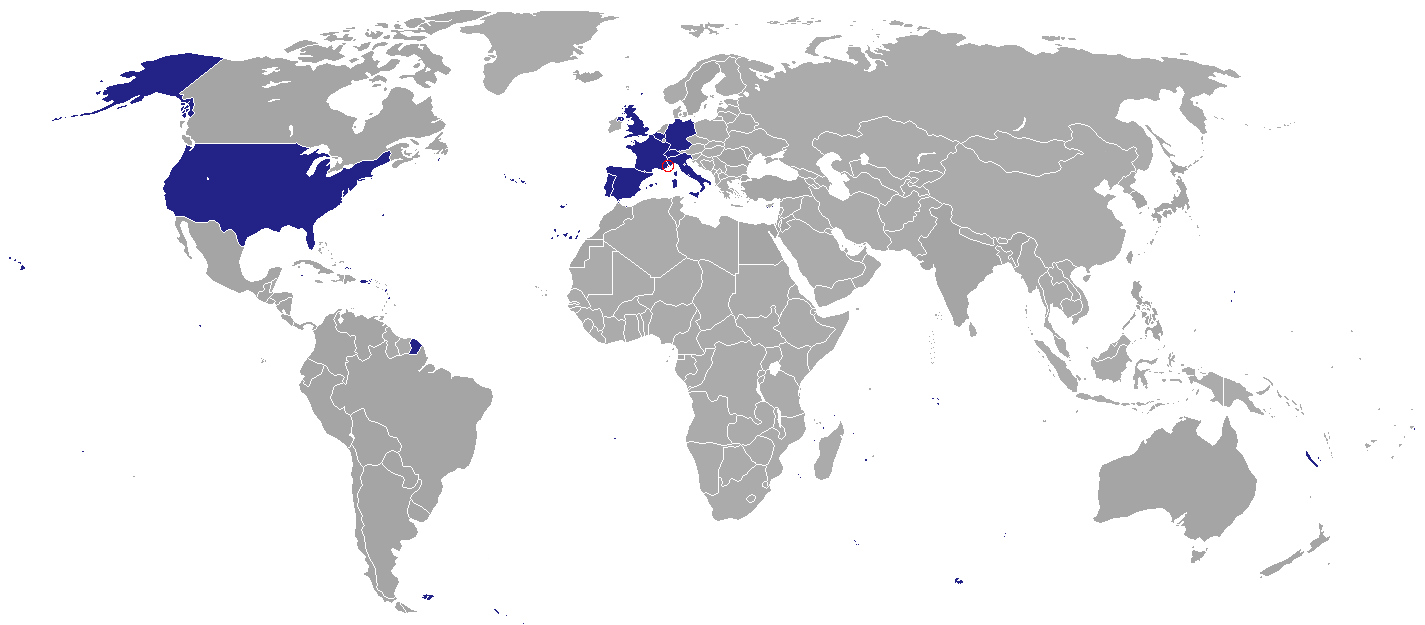
Карта дипломатичних місій Монако.

Це список дипломатичних представництв Монако. Князівство Монако, незважаючи на свої малі розміри, є повноправним членом ООН і має власні посольства на всіх п'яти континентах, включаючи 113 консульств в 62 країнах (не представлені нижче). Крім того, Князівство має двох «нерезидентних» послів, які акредитовані в Австралії, Китаї, Індії, Японії та Португалії.

## Європа

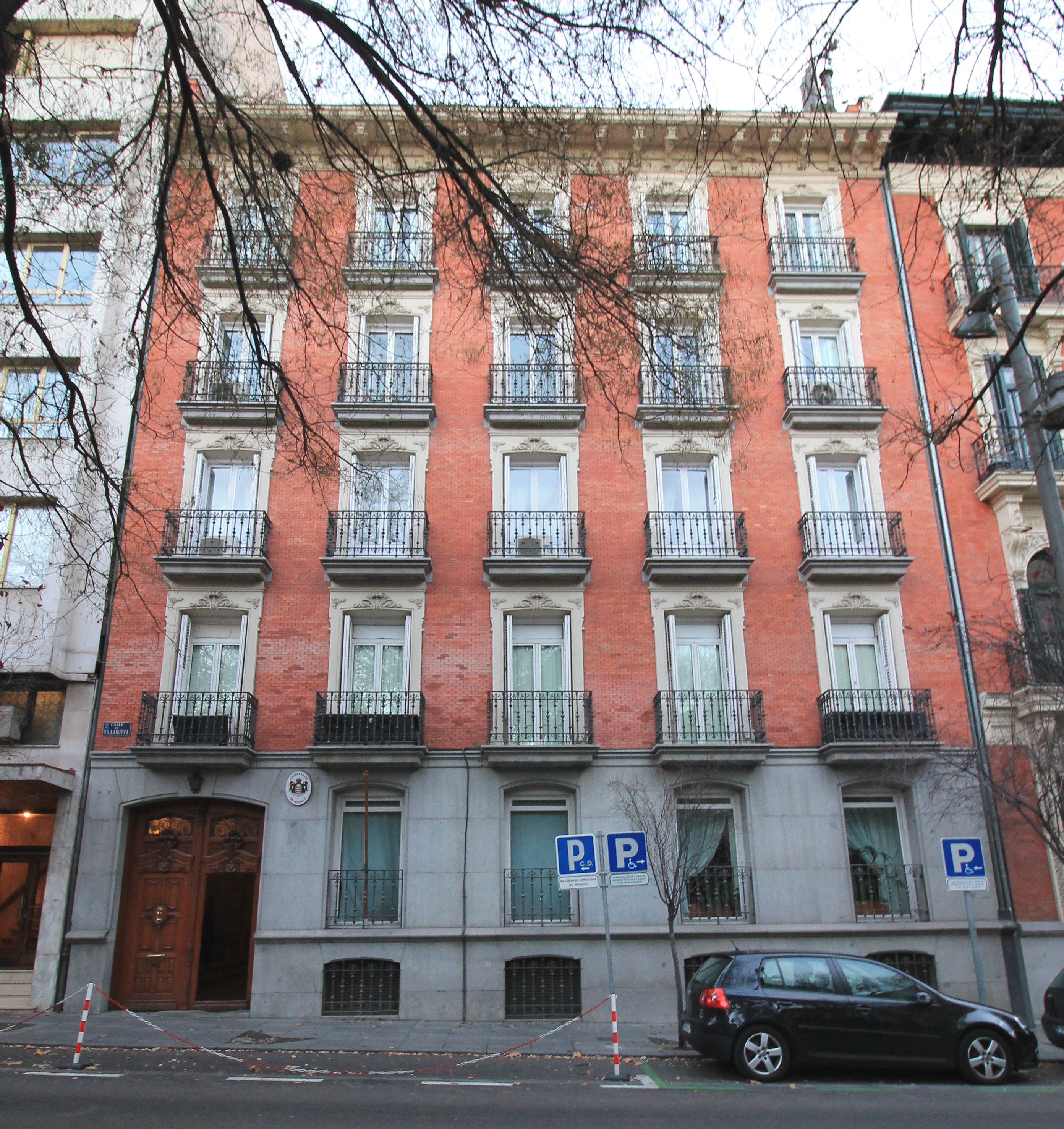
Посольство Монако в Мадриді.

- Бельгія
  - Брюссель (Посольство)
- Франція
  - Париж (Посольство)
- Німеччина
  - Берлін (Посольство)
- Ватикан
  - Ватикан (Посольство)
- Італія
  - Рим (Посольство)
- Іспанія
  - Мадрид (Посольство)
- Швейцарія
  - Берн (Посольство)
- Велика Британія
  - Лондон (Генеральне консульство)

## Північна Америка
- США
  - Вашингтон (Посольство)

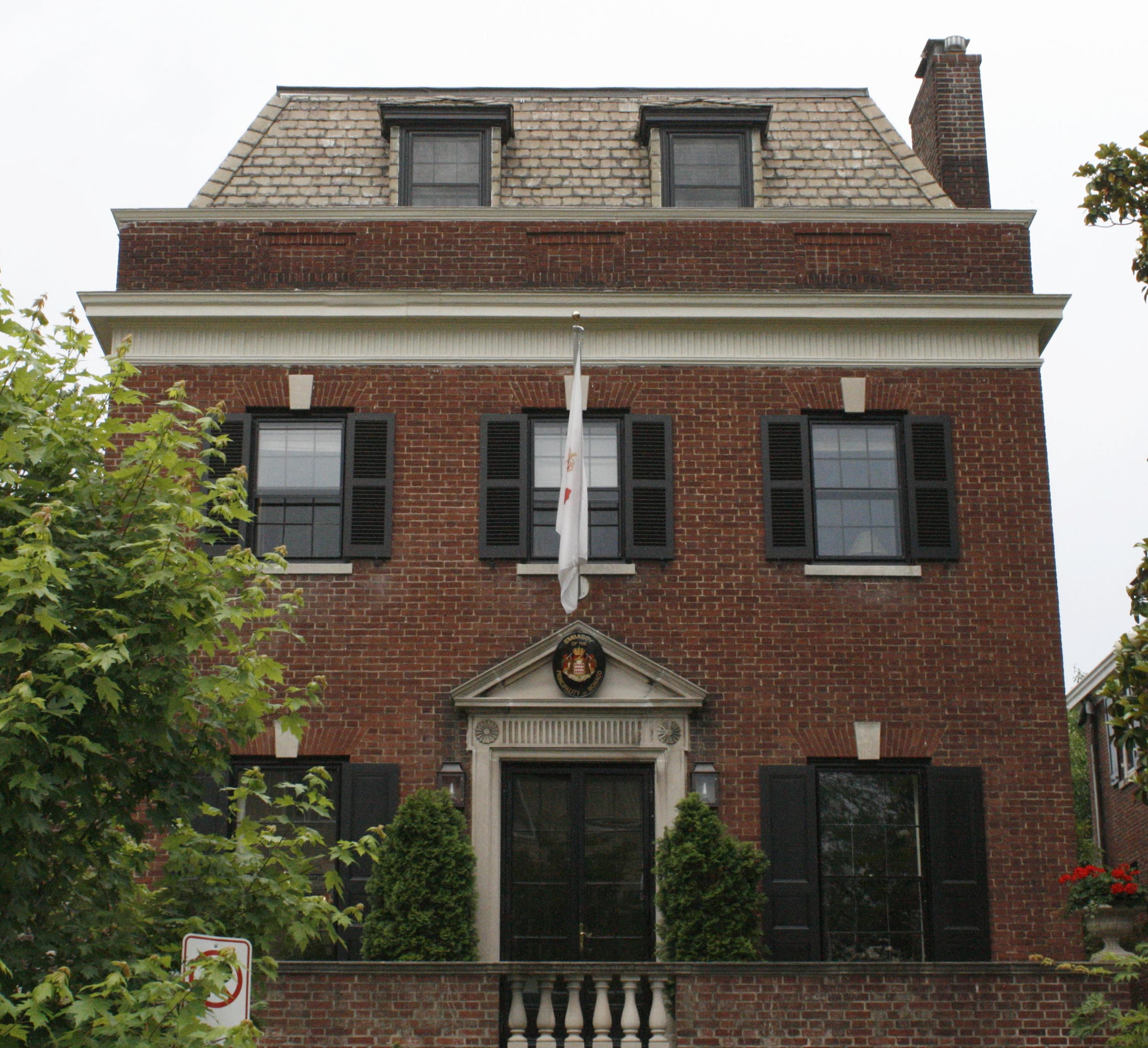
Посольство Монако у Вашингтоні.

  - Нью-Йорк (Генеральне консульство)

## Міжнародні організації
- Брюссель (постійне представництво Євросоюзу)
- Нью-Йорк (постійне представництво ООН)
- Париж (постійні представництва UNESCO та Франкофонії)
- Відень (постійні представництва ООН і ОБСЄ)